# Renzo Padilla
Renzo Antonio Padilla Reyes (distrito de Lima, 12 de julio de 1979) es un cantante y compositor peruano, que ha ganado reconocimiento en el ámbito musical dentro del género salsa. 

## Biografía

### Primeros años
Nació el 12 de julio de 1979 en el distrito de Lima, Región Lima; bajo el nombre completo de Renzo Antonio Padilla Reyes. Vivió sus primeros años en Barrios Altos, ubicado en la misma zona.

### Trayectoria
Tras mudarse a Buenos Aires junto a su familia por motivos laborales, comenzó su carrera artística en el año 1994, conformando el elenco de la banda musical de salsa New Band Salsa, desempeñándose como corista. Al poco tiempo, Padilla se une a la agrupación La Original, conformado por peruanos radicados en Argentina.
A partir de 2000, comienza a radicar en Nueva York, firmando un contrato exclusivo con el grupo musical de salsa Fuerza Juvenil, en el rol de vocalista principal. Durante su estadía, el conjunto fue nominado a los Premios Billboard de la Música Latina en 2002.
Tras aceptar la propuesta del músico y timbalero Jimmy Delgado, anuncia su salida de Fuerza Juvenil para continuar su carrera artística como solista. Con Delgado, grabó su sencillo debut Salsa con dulzura a mediados de los 2000.
Además de ello, comenzó a colaborar con otros cantantes de su género a nivel internacional como Maelo Ruiz, Tito Nieves, Adalberto Santiago, David Pabón, Cheo Feliciano y otros artistas. Fue invitado para participar en los conciertos de Willie Colón y El Gran Combo de Puerto Rico para interpretar algunas canciones en vivo.
En el año 2006, graba su segundo disco Alto nivel, incluyendo dos canciones con la Orquesta Narváez. En el año 2009, se desempeñó como vocalista de la banda musical Orquesta Lavoe All-Stars y al año siguiente, fue invitado para prestar su colaboración del sencillo Our Latin Thing junto a Víctor Manuelle.
Como compositor, fue el autor del tema musical «Donde está tu amor», siendo interpretado por Maelo Ruiz. En el año 2014, forma la banda musical Melaza al lado del músico Jacob Plasse, en la cual compuso canciones para la orquesta. En ese mismo año, tuvo una participación especial en la Fania All-Stars.
En el año 2015, se une a los coros del cantante y pianista Eddie Palmieri. Regresa al Perú al año siguiente, retomando su faceta solista, estrenando su nuevo material Amantes.
Durante el periodo 2016-2017, comienza a utilizar las canciones de Miguel Laura para el lanzamiento de los sencillos El barrio y Júrame.[cita requerida]
En el año 2019, estrena el sencillo El Borincaico, grabado en el año 2010 y remasterizado en 2019, durante su estadía en los Estados Unidos y la participación de los máximos exponentes de la salsa mundial. Seguidamente, realizó giras internacionales en España, Italia y Francia.
Padilla estrena el disco Romántico y urbano en 2021, añadiendo 8 temas de la producción, incluyendo la canciones «Soy grone», «Fokiu», «Quédate conmigo», «Sabrás» y la versión de «Pa' bravo yo» del cantautor Ismael Miranda, manteniendo en la salsa fusionado con ritmos urbanos y románticos. Obtuvo gran aceptación en las plataformas digitales.
En el año 2020, estrena la versión de «Vamos a darnos un tiempo» del fallecido cantante José José, incluyendo un videoclip con la participación especial de la modelo y exestrella de telerrealidad Sheyla Rojas.
En el año 2024 estrena la nueva versión de «Procuro olvidarte» del cantautor Hernaldo Zúñiga, además de interpretar otros temas como «No eres ni la sombra» y «El barrio». Seguidamente, estrena el nuevo LP El bravo, comprendiendo sus siguientes producciones musicales. En ese mismo año, lanza el recopilatorio de «5 para las 12» del compositor Oswaldo Oropeza.

## Discografía

### Álbum de estudio
- 2021: Romántico y urbano

### Sencillos
- 2011: «Amor pirata (versión salsa)»
- 2016: «El barrio»
- 2017: «Júrame (versión salsa)»
- 2018: «Pega la vuelta (versión salsa)»
- 2019: «Dónde está tu amor»
- 2019: «Juana Peña»
- 2019: «Amantes»
- 2020: «Vamos a darnos un tiempo (versión salsa)»
- 2021: «Quédate conmigo»
- 2021: «Aunque no sea conmigo»
- 2021: «Homenaje a Vico y el Grupo Karicia»
- 2021: «Domingos de fiesta (en vivo)»
- 2024: «El bravo soy yo»
- 2024: «Procuro olvidarte»
- 2024: «Pagó con traición»
- 2024: «Nueva York»
- 2024: «No te vayas»
- 2024: «Yo me doy a respetar»
- 2024: «Tu me gustas»
- 2025: «Ese no era yo»